# Plankinton
Plankinton é uma cidade localizada no estado norte-americano de Dakota do Sul, no Condado de Aurora.

## Demografia
Segundo o censo norte-americano de 2000, a sua população era de 601 habitantes.
Em 2006, foi estimada uma população de 572, um decréscimo de 29 (-4.8%).

## Geografia
De acordo com o United States Census Bureau tem uma área de
1,7 km², dos quais 1,7 km² cobertos por terra e 0,0 km² cobertos por água. Plankinton localiza-se a aproximadamente 465 m acima do nível do mar.

## Localidades na vizinhança
O diagrama seguinte representa as localidades num raio de 24 km ao redor de Plankinton.